# Teologia techniki
Teologia techniki – dział teologii, stanowi wyraz roli nauki i techniki w życiu współczesnego człowieka.
Za prekursora teologii techniki uchodzi francuski jezuita Teilhard de Chardin, który w swoim ewolucjonizmie chrześcijańskim usiłował godzić naukę i religię (aprobował postęp cywilizacyjny jako narzędzie humanizacji i uświęcenia materii).
Teologia techniki głosi pogląd iż nauka i technika są sposobami kontynuacji boskiego aktu stwórczego, są sposobami wyzwolenia człowieka, wnoszą wkład w dzieło zbawienia, przygotowują Królestwo Boże na Ziemi, ujawniają twórczą rolę człowieka w świecie. Rozwój cywilizacji technicznej nie musi prowadzić do desakralizacji świata (Jean Daniélou, Marie-Dominique Chenu, Czesław Bartnik).
Teologia techniki przestrzega wiernych aby uczestnicząc w rozwoju cywilizacji naukowo-technicznej zdawali sobie sprawę z ograniczonych możliwości rozumu ludzkiego i nie tracili z pola widzenia eschatologicznej perspektywy ziemskiej aktywności. Nauka i technika zyskują wartość tylko wtedy gdy wyzwalają "potencjał duchowy" człowieka, kiedy stają się formą poznawania Boga (C.Soucy). Podobną ocenę techniki przynoszą encykliki Jana Pawła II "Redemptor hominis" i "Laborem exercens".